# Aviogenex
Aviogenex (серб. Aviogeneks / Авиогенекс) — ныне прекратившая деятельность сербская чартерная авиакомпания, базировавшаяся в Белграде (аэропорт Никола Тесла). Предоставляла регулярные и специальные чартерные рейсы, а также услуги аренды. До распада Югославии, Aviogenex был самой загруженной чартерной авиакомпанией в стране, перевозившей более полумиллиона пассажиров в год в конце 1980-х годов.

## История
Aviogenex была основана 21 мая 1968 года в качестве воздушного транспортного подразделения Generalexport, предприятия, ответственного за внешнюю и внутреннюю торговлю, туризм и воздушный транспорт. 30 апреля 1969 года Aviogenex выполнила первый рейс из Белграда в Дюссельдорф на самолёте Ту-134.
В 1990 году авиакомпания перевезла 633 932 пассажиров на 10 самолётах (5 Boeing 727 и 5 Boeing 737), достигнув 17 000 лётных часов в год. С 1991 года Aviogenex была ориентирована на лизинг воздушных судов и экипажей, и достигла более 40 000 лётных часов. В этот период Aviogenex работает в Европе, Африке, на Ближнем и Дальнем Востоке и в Южной Америке. В 2010 году они перезапустили полёты под своим именем, используя Boeing 737—200 Advanced.
В феврале 2015 года было объявлено, что компания Aviogenex прекратит свою деятельность и будет ликвидирована, так как правительство не смогло привлечь инвесторов для авиакомпании.

## Услуги
Услуги Aviogenex включали:

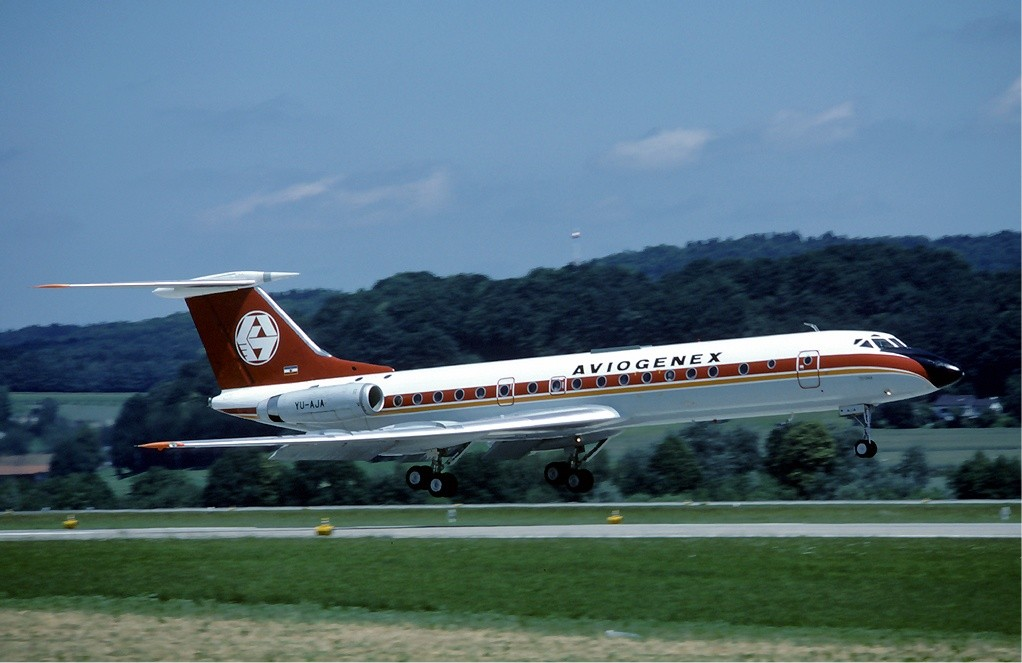
Ту-134 компании Aviogenex в аэропорту Цюриха в 1982 году

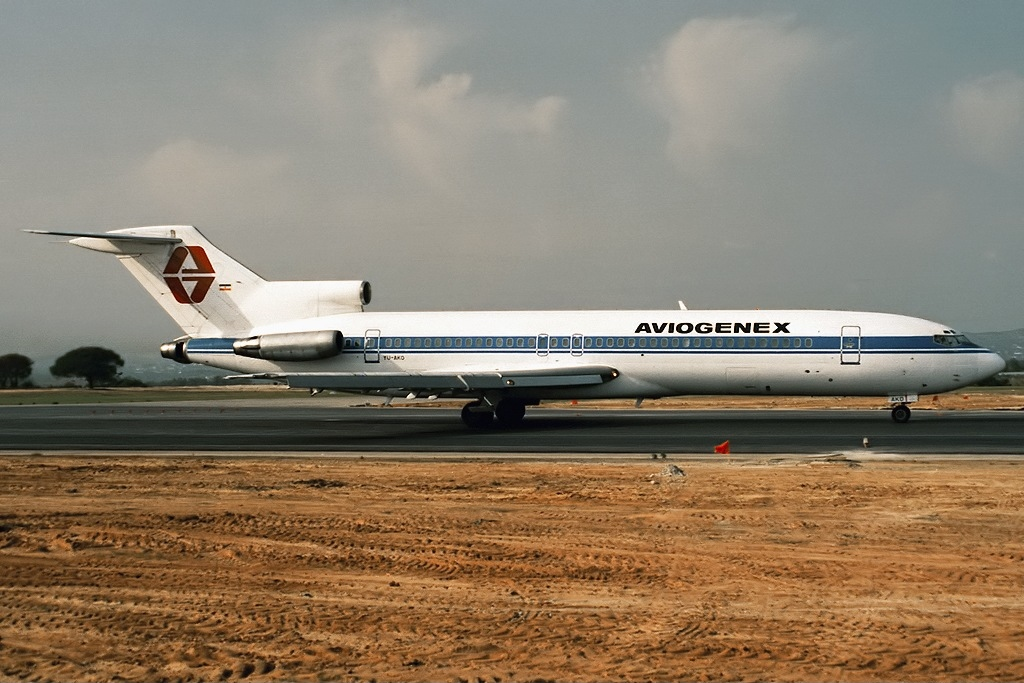
Boeing 727—200 компании Aviogenex в аэропорту Фару в 1980-е годы

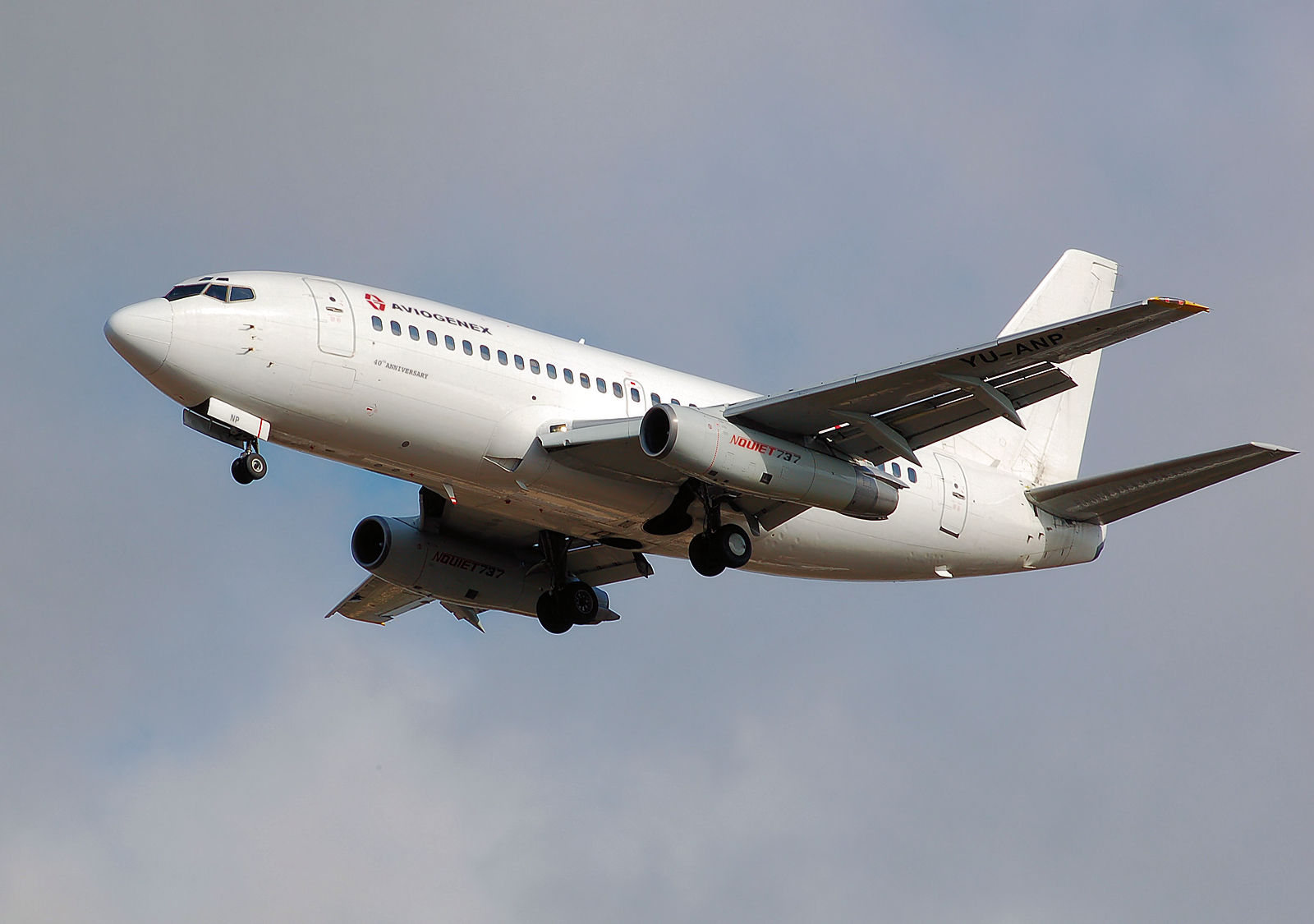
Boeing 737—200 компании Aviogenex в лондонском аэропорту Хитроу в 2009 году

- Международные и внутренние чартерные операции
- Сдача самолёта в аренду с экипажем или без экипажа и технического персонала (так называемые «мокрая» или «сухая» аренды)
- Перевозка грузов и специальных грузов и т. д.

## Направления
Aviogenex осуществляли чартерные услуги по следующим направлениям отдыха:
Африка: Египет (Хургада — Международный аэропорт Хургады и Шарм-эш-Шейх — Международный аэропорт Шарм-эш-Шейх), Тунис (Джерба — Международный аэропорт Зарзис и Монастир — Международный аэропорт Хабиб Бургиба).
Азия: Иордания (Акаба — международный аэропорт короля Хусейна)
Европа: Кипр (Ларнака — Международный аэропорт Ларнаки), Греция (Превеза / Лефкас, Корфу — Международный аэропорт Корфу, Ираклион — Международный аэропорт Ираклиона, Кос — Гиппократес, Родос — Международный аэропорт Родоса, Санторини, Скиатос — Национальный аэропорт Скиатос, Закинф — Международный аэропорт Закинфа), Сербия (Белград — аэропорт Никола Тесла), Испания (Барселона — аэропорт Барселона-Эль Прат, Пальма-де-Майорка — аэропорт Пальма де Майорка), Турция (Анталия — аэропорт Анталии и Даламан — аэропорт Даламан).

## Флот
По состоянию на июнь 2015 года Aviogenex состоял из одного Boeing 737-200. Исторически парк Aviogenex состоял из 12 Ту-134, 7 Boeing 737—200 и 5 Boeing 727.

## Происшествия и несчастные случаи
- Катастрофа Ту-134 в Риеке. 23 мая 1971 года Aviogenex борт YU-AHZ разбился на подходе к аэропорту Риека, расположенном на острове Крк, из-за жёсткой посадки в плохих погодных условиях, погибли 78 человек. В истории самолётов Ту-134 это первая катастрофа с момента начала их пассажирской эксплуатации, и вторая вообще; на момент событий являлась крупнейшей авиационной катастрофой в Югославии[7][8].